# Огњен Шкорић
Огњен Шкорић (Градишка, 2. март 1993) босанскохерцеговачки је фудбалер који тренутно наступа за Јединство из Жеравице.

## Каријера
Као рођени Градишчанац, Шкорић је своју фудбалску каријеру започео у локалној Козари. Почетком 2013. прешао је у Доњи Срем, где је наредних неколико месеци наступао у Суперлиги Србије. Потом се вратио у Козару и у наредне две сезоне играо у Првој лиги Републике Српске. Затим је био члан Текстилца из Дервенте, односно бањалучког Борца. Почетком 2017. приступио је Козари по трећи пут у својој каријери. Лета исте године, прешао је у друголигаша Јединство из Жеравице.

## Репрезентација
Године 2009, Шкорић је наступао за кадетску репрезентацију Босне и Херцеговине. Касније је играо и за селекцију Републике Српске до 23 године старости.